# Torneios ATP 250

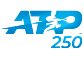

O ATP 250, chamado de ATP World Tour 250 entre 2009 e 2017, e anteriormente ATP International Series, é uma série de torneios profissionais de tênis disputados internacionalmente que são parte do circuito da Associação de Tênis Profissional (ATP). A série ATP 250 oferece prêmios em dinheiro (os torneios são dotados de prêmios oscilando de US$ 416 000 a US$ 1 000 000) e pontos na classificação geral da ATP. Eles geralmente oferecem prêmios menores e menos pontos do que os oferecidos pela série ATP 500, entretanto mais do que os dos torneios da ATP Challenger Series, o que põe esta seqüência de torneios de tênis num patamar inferior ao dos quatro torneios do Grand Slam, dos nove torneios ATP Masters 1000 e dos treze torneios ATP 500.

## Eventos

### 2025
| Semana | Cidade            | País           | Nome comercial                                         | Piso           | Campeão               | Campeões                                       |
| ------ | ----------------- | -------------- | ------------------------------------------------------ | -------------- | --------------------- | ---------------------------------------------- |
| 1      | Brisbane          | Austrália      | Brisbane International                                 | duro           | Jiří Lehečka          | Julian Cash Lloyd Glasspool                    |
| 1      | Hong Kong         | Hong Kong      | Bank of China Hong Kong Tennis Open                    | duro           | Alexandre Müller      | Sander Arends Luke Johnson                     |
| 2      | Adelaide          | Austrália      | Adelaide International                                 | duro           | Félix Auger-Aliassime | Simone Bolelli Andrea Vavassori                |
| 2      | Auckland          | Nova Zelândia  | ASB Classic                                            | duro           | Gaël Monfils          | Nikola Mektić Michael Venus                    |
| 5      | Montpellier       | França         | Open Occitanie                                         | duro (coberto) | Félix Auger-Aliassime | Robin Haase Botic van de Zandschulp            |
| 7      | Buenos Aires      | Argentina      | IEB+ Argentina Open                                    | saibro         | João Fonseca          | Guido Andreozzi Théo Arribagé                  |
| 7      | Delray Beach      | Estados Unidos | Delray Beach Open                                      | duro           | Miomir Kecmanović     | Miomir Kecmanović Brandon Nakashima            |
| 7      | Marselha          | França         | Open 13 Provence                                       | duro (coberto) | Ugo Humbert           | Benjamin Bonzi Pierre-Hugues Herbert           |
| 9      | Santiago          | Chile          | Movistar Chile Open                                    | saibro         | Laslo Djere           | Nicolás Barrientos Rithvik Choudary Bollipalli |
| 14     | Bucareste         | Roménia        | Țiriac Open                                            | saibro         |                       |                                                |
| 14     | Houston           | Estados Unidos | Fayez Saforim & Co. U.S. Men's Clay Court Championship | saibro         |                       |                                                |
| 14     | Marraquexe        | Marrocos       | Grand Prix Hassan II                                   | saibro         |                       |                                                |
| 21     | Genebra           | Suíça          | Gonet Geneva Open                                      | saibro         |                       |                                                |
| 24     | 's-Hertogenbosch  | Países Baixos  | Libéma Open                                            | grama          |                       |                                                |
| 24     | Stuttgart         | Alemanha       | Boss Open                                              | grama          |                       |                                                |
| 26     | Eastbourne        | Grã-Bretanha   | Rothesay International Eastbourne                      | grama          |                       |                                                |
| 26     | Maiorca           | Espanha        | Mallorca Championships                                 | grama          |                       |                                                |
| 29     | Båstad            | Suécia         | Nordea Open                                            | saibro         |                       |                                                |
| 29     | Gstaad            | Suíça          | EFG Swiss Open Gstaad                                  | saibro         |                       |                                                |
| 29     | San José del Cabo | México         | Mifel Tennis Open                                      | duro           |                       |                                                |
| 30     | Kitzbühel         | Áustria        | Generali Open                                          | saibro         |                       |                                                |
| 30     | Umago             | Croácia        | Plava Laguna Croatia Open Umag                         | saibro         |                       |                                                |
| 34     | Winston-Salem     | Estados Unidos | Winston-Salem Open                                     | duro           |                       |                                                |
| 38     | Chengdu           | China          | Chengdu Open                                           | duro           |                       |                                                |
| 38     | Hangzhou          | China          | Hangzhou Open                                          | duro           |                       |                                                |
| 42     | Almaty            | Cazaquistão    | Almaty Open                                            | duro (coberto) |                       |                                                |
| 42     | Bruxelas          | Bélgica        | European Open                                          | duro (coberto) |                       |                                                |
| 42     | Estocolmo         | Suécia         | BNP Paribas Nordic Open                                | duro (coberto) |                       |                                                |
| 45     | Belgrado          | Sérvia         | Belgrade Open                                          | duro (coberto) |                       |                                                |
| 45     | Metz              | França         | Moselle Open                                           | duro (coberto) |                       |                                                |

### 2024
| Semana | Cidade            | País           | Nome comercial                                         | Piso           | Campeão                    | Campeões                                     |
| ------ | ----------------- | -------------- | ------------------------------------------------------ | -------------- | -------------------------- | -------------------------------------------- |
| 1      | Brisbane          | Austrália      | Brisbane International                                 | duro           | Grigor Dimitrov            | Lloyd Glasspool Jean-Julien Rojer            |
| 1      | Hong Kong         | Hong Kong      | Bank of China Hong Kong Tennis Open                    | duro           | Andrey Rublev              | Marcelo Arévalo Mate Pavić                   |
| 2      | Adelaide          | Austrália      | Adelaide International                                 | duro           | Jiří Lehečka               | Rajeev Ram Joe Salisbury                     |
| 2      | Auckland          | Nova Zelândia  | ASB Classic                                            | duro           | Alejandro Tabilo           | Wesley Koolhof Nikola Mektić                 |
| 5      | Montpellier       | França         | Open Sud de France                                     | duro (coberto) | Alexander Bublik           | Sadio Doumbia Fabien Reboul                  |
| 6      | Córdoba           | Argentina      | Córdoba Open                                           | saibro         | Luciano Darderi            | Máximo González Andrés Molteni               |
| 6      | Dallas            | Estados Unidos | Dallas Open                                            | duro (coberto) | Tommy Paul                 | Max Purcell Jordan Thompson                  |
| 6      | Marselha          | França         | Open 13 Provence                                       | duro (coberto) | Ugo Humbert                | Tomáš Macháč Zhang Zhizhen                   |
| 7      | Buenos Aires      | Argentina      | IEB+ Argentina Open                                    | saibro         | Facundo Díaz Acosta        | Simone Bolelli Andrea Vavassori              |
| 7      | Delray Beach      | Estados Unidos | Delray Beach Open                                      | duro           | Taylor Fritz               | Julian Cash Robert Galloway                  |
| 8      | Doha              | Catar          | Qatar ExxonMobil Open                                  | duro           | Karen Khachanov            | Jamie Murray Michael Venus                   |
| 8      | San José del Cabo | México         | Mifel Tennis Open                                      | duro           | Jordan Thompson            | Max Purcell Jordan Thompson                  |
| 9      | Santiago          | Chile          | Movistar Chile Open                                    | saibro         | Sebastián Báez             | Tomás Barrios Vera Alejandro Tabilo          |
| 14     | Estoril           | Portugal       | Millennium Estoril Open                                | saibro         | Hubert Hurkacz             | Gonzalo Escobar Aleksandr Nedovyesov         |
| 14     | Houston           | Estados Unidos | Fayez Saforim & Co. U.S. Men's Clay Court Championship | saibro         | Ben Shelton                | Max Purcell Jordan Thompson                  |
| 14     | Marraquexe        | Marrocos       | Grand Prix Hassan II                                   | saibro         | Matteo Berrettini          | Harri Heliövaara Henry Patten                |
| 16     | Bucareste         | Roménia        | Țiriac Open                                            | saibro         | Márton Fucsovics           | Sadio Doumbia Fabien Reboul                  |
| 16     | Munique           | Alemanha       | BMW Open                                               | saibro         | Jan-Lennard Struff         | Yuki Bhambri Albano Olivetti                 |
| 21     | Genebra           | Suíça          | Gonet Geneva Open                                      | saibro         | Casper Ruud                | Marcelo Arévalo Mate Pavić                   |
| 21     | Lyon              | França         | Open Parc Auvergne-Rhône-Alpes Lyon                    | saibro         | Giovanni Mpetshi Perricard | Harri Heliövaara Henry Patten                |
| 24     | 's-Hertogenbosch  | Países Baixos  | Libéma Open                                            | grama          | Alex de Minaur             | Nathaniel Lammons Jackson Withrow            |
| 24     | Stuttgart         | Alemanha       | Boss Open                                              | grama          | Jack Draper                | Rafael Matos Marcelo Melo                    |
| 26     | Eastbourne        | Grã-Bretanha   | Rothesay International Eastbourne                      | grama          | Taylor Fritz               | Neal Skupski Michael Venus                   |
| 26     | Maiorca           | Espanha        | Mallorca Championships                                 | grama          | Alejandro Tabilo           | Julian Cash Robert Galloway                  |
| 29     | Båstad            | Suécia         | Nordea Open                                            | saibro         | Nuno Borges                | Orlando Luz Rafael Matos                     |
| 29     | Gstaad            | Suíça          | EFG Swiss Open Gstaad                                  | saibro         | Matteo Berrettini          | Yuki Bhambri Albano Olivetti                 |
| 29     | Newport           | Estados Unidos | Infosys Hall of Fame Open                              | grama          | Marcos Giron               | André Göransson Sem Verbeek                  |
| 30     | Atlanta           | Estados Unidos | Atlanta Open                                           | duro           | Yoshihito Nishioka         | Nathaniel Lammons Jackson Withrow            |
| 30     | Kitzbühel         | Áustria        | Generali Open                                          | saibro         | Matteo Berrettini          | Alexander Erler Andreas Mies                 |
| 30     | Umago             | Croácia        | Plava Laguna Croatia Open Umag                         | saibro         | Francisco Cerúndolo        | Guido Andreozzi Miguel Reyes-Varela          |
| 34     | Winston-Salem     | Estados Unidos | Winston-Salem Open                                     | duro           | Lorenzo Sonego             | Nathaniel Lammons Jackson Withrow            |
| 38     | Chengdu           | China          | Chengdu Open                                           | duro           | Shang Juncheng             | Sadio Doumbia Fabien Reboul                  |
| 38     | Hangzhou          | China          | Hangzhou Open                                          | duro           | Marin Čilić                | Jeevan Nedunchezhiyan Vijay Sundar Prashanth |
| 42     | Almaty            | Cazaquistão    | Almaty Open                                            | duro (coberto) | Karen Khachanov            | Rithvik Choudary Bollipalli Arjun Kadhe      |
| 42     | Antuérpia         | Bélgica        | European Open                                          | duro (coberto) | Roberto Bautista Agut      | Alexander Erler Lucas Miedler                |
| 42     | Estocolmo         | Suécia         | BNP Paribas Nordic Open                                | duro (coberto) | Tommy Paul                 | Harri Heliövaara Henry Patten                |
| 45     | Belgrado          | Sérvia         | Belgrade Open                                          | duro (coberto) | Denis Shapovalov           | Jamie Murray John Peers                      |
| 45     | Metz              | França         | Moselle Open                                           | duro (coberto) | Benjamin Bonzi             | Sander Arends Luke Johnson                   |

### 2023
| Semana | Cidade            | País                 | Nome comercial                                         | Piso           | Campeão                            | Campeões                                 |
| ------ | ----------------- | -------------------- | ------------------------------------------------------ | -------------- | ---------------------------------- | ---------------------------------------- |
| 1      | Adelaide          | Austrália            | Adelaide International 1                               | duro           | Novak Djokovic                     | Lloyd Glasspool Harri Heliövaara         |
| 1      | Pune              | Índia                | Tata Open Maharashtra                                  | duro           | Tallon Griekspoor                  | Sander Gillé Joran Vliegen               |
| 2      | Adelaide          | Austrália            | Adelaide International 2                               | duro           | Kwon Soon-woo                      | Marcelo Arévalo Jean-Julien Rojer        |
| 2      | Auckland          | Nova Zelândia        | ASB Classic                                            | duro           | Richard Gasquet                    | Nikola Mektić Mate Pavić                 |
| 6      | Córdoba           | Argentina            | Córdoba Open                                           | saibro         | Sebastián Báez                     | Máximo González Andrés Molteni           |
| 6      | Dallas            | Estados Unidos       | Dallas Open                                            | duro (coberto) | Wu Yibing                          | Jamie Murray Michael Venus               |
| 6      | Montpellier       | França               | Open Sud de France                                     | duro (coberto) | Jannik Sinner                      | Robin Haase Matwé Middelkoop             |
| 7      | Buenos Aires      | Argentina            | Argentina Open                                         | saibro         | Carlos Alcaraz                     | Simone Bolelli Fabio Fognini             |
| 7      | Delray Beach      | Estados Unidos       | Delray Beach Open                                      | duro           | Taylor Fritz                       | Marcelo Arévalo Jean-Julien Rojer        |
| 8      | Doha              | Catar                | Qatar ExxonMobil Open                                  | duro           | Daniil Medvedev                    | Rohan Bopanna Matthew Ebden              |
| 8      | Marselha          | França               | Open 13 Provence                                       | duro (coberto) | Hubert Hurkacz                     | Santiago González Édouard Roger-Vasselin |
| 9      | Santiago          | Chile                | Movistar Chile Open                                    | saibro         | Nicolás Jarry                      | Andrea Pellegrino Andrea Vavassori       |
| 14     | Estoril           | Portugal             | Millennium Estoril Open                                | saibro         | Casper Ruud                        | Sander Gillé Joran Vliegen               |
| 14     | Houston           | Estados Unidos       | Fayez Saforim & Co. U.S. Men's Clay Court Championship | saibro         | Frances Tiafoe                     | Max Purcell Jordan Thompson              |
| 14     | Marraquexe        | Marrocos             | Grand Prix Hassan II                                   | saibro         | Roberto Carballés Baena            | Marcelo Demoliner Andrea Vavassori       |
| 16     | Banja Luka        | Bósnia e Herzegovina | Srpska Open                                            | saibro         | Dušan Lajović                      | Jamie Murray Michael Venus               |
| 16     | Munique           | Alemanha             | BMW Open                                               | saibro         | Holger Rune                        | Alexander Erler Lucas Miedler            |
| 21     | Genebra           | Suíça                | Gonet Geneva Open                                      | saibro         | Nicolás Jarry                      | Jamie Murray Michael Venus               |
| 21     | Lyon              | França               | Open Parc Auvergne-Rhône-Alpes Lyon                    | saibro         | Arthur Fils                        | Rajeev Ram Joe Salisbury                 |
| 24     | 's-Hertogenbosch  | Países Baixos        | Libéma Open                                            | grama          | Tallon Griekspoor                  | Wesley Koolhof Neal Skupski              |
| 24     | Stuttgart         | Alemanha             | Boss Open                                              | grama          | Frances Tiafoe                     | Nikola Mektić Mate Pavić                 |
| 26     | Eastbourne        | Grã-Bretanha         | Rothesay International Eastbourne                      | grama          | Francisco Cerúndolo                | Tommy Paul                               |
| 26     | Maiorca           | Espanha              | Mallorca Championships                                 | grama          | Christopher Eubanks                | Yuki Bhambri Lloyd Harris                |
| 29     | Båstad            | Suécia               | Nordea Open                                            | saibro         | Andrey Rublev                      | Gonzalo Escobar Aleksandr Nedovyesov     |
| 29     | Gstaad            | Suíça                | EFG Swiss Open Gstaad                                  | saibro         | Pedro Cachin                       | Dominic Stricker Stan Wawrinka           |
| 29     | Newport           | Estados Unidos       | Infosys Hall of Fame Open                              | grama          | Adrian Mannarino                   | Nathaniel Lammons Jackson Withrow        |
| 30     | Atlanta           | Estados Unidos       | Atlanta Open                                           | duro           | Taylor Fritz                       | Nathaniel Lammons Jackson Withrow        |
| 30     | Umago             | Croácia              | Plava Laguna Croatia Open Umag                         | saibro         | Alexei Popyrin                     | Blaž Rola Nino Serdarušić                |
| 31     | Kitzbühel         | Áustria              | Generali Open                                          | saibro         | Sebastián Báez                     | Alexander Erler Lucas Miedler            |
| 31     | San José del Cabo | México               | Mifel Tennis Open                                      | duro           | Stefanos Tsitsipas                 | Santiago González Édouard Roger-Vasselin |
| 34     | Winston-Salem     | Estados Unidos       | Winston-Salem Open                                     | duro           | Sebastián Báez                     | Nathaniel Lammons Jackson Withrow        |
| 38     | Chengdu           | China                | Chengdu Open                                           | duro           | Alexander Zverev                   | Sadio Doumbia Fabien Reboul              |
| 38     | Zhuhai            | China                | Huafa Properties Zhuhai Championships                  | duro           | Karen Khachanov                    | Jamie Murray Michael Venus               |
| 39     | Astana            | Cazaquistão          | Astana Open                                            | duro (coberto) | Adrian Mannarino                   | Nathaniel Lammons Jackson Withrow        |
| 42     | Antuérpia         | Bélgica              | European Open                                          | duro (coberto) | Alexander Bublik                   | Petros Tsitsipas Stefanos Tsitsipas      |
| 42     | Estocolmo         | Suécia               | BNP Paribas Nordic Open                                | duro (coberto) | Gaël Monfils                       | Andrey Golubev Denys Molchanov           |
| 45     | Metz              | França               | Moselle Open                                           | duro (coberto) | Ugo Humbert                        | Hugo Nys Jan Zieliński                   |
| 45     | Sófia             | Bulgária             | Sofia Open                                             | duro (coberto) | Adrian Mannarino                   | Gonzalo Escobar Aleksandr Nedovyesov     |
| 45     | Tel Aviv          | Israel               | Tel Aviv Watergen Open                                 | duro (coberto) | Cancelado por motivos de segurança | Cancelado por motivos de segurança       |

### 2022
| Semana | Cidade            | País           | Nome comercial                                         | Piso           | Campeão                                           | Campeões                                          |
| ------ | ----------------- | -------------- | ------------------------------------------------------ | -------------- | ------------------------------------------------- | ------------------------------------------------- |
| 1      | Adelaide          | Austrália      | Adelaide International 1                               | duro           | Gaël Monfils                                      | Rohan Bopanna Ramkumar Ramanathan                 |
| 1      | Melbourne         | Austrália      | Melbourne Summer Set                                   | duro           | Rafael Nadal                                      | Wesley Koolhof Neal Skupski                       |
| 2      | Adelaide          | Austrália      | Adelaide International 2                               | duro           | Aslan Karatsev                                    | John Peers Filip Polášek                          |
| 2      | Sydney            | Austrália      | Sydney Tennis Classic                                  | duro           | Thanasi Kokkinakis                                | Wesley Koolhof Neal Skupski                       |
| 5      | Córdoba           | Argentina      | Córdoba Open                                           | saibro         | Albert Ramos Viñolas                              | Santiago González Andrés Molteni                  |
| 5      | Montpellier       | França         | Open Sud de France                                     | duro (coberto) | Alexander Bublik                                  | Pierre-Hugues Herbert Nicolas Mahut               |
| 5      | Pune              | Índia          | Tata Open Maharashtra                                  | duro           | João Sousa                                        | Rohan Bopanna Ramkumar Ramanathan                 |
| 6      | Buenos Aires      | Argentina      | Argentina Open                                         | saibro         | Casper Ruud                                       | Santiago González Andrés Molteni                  |
| 6      | Dallas            | Estados Unidos | Dallas Open                                            | duro (coberto) | Reilly Opelka                                     | Marcelo Arévalo Jean-Julien Rojer                 |
| 7      | Delray Beach      | Estados Unidos | Delray Beach Open                                      | duro           | Cameron Norrie                                    | Marcelo Arévalo Jean-Julien Rojer                 |
| 7      | Doha              | Catar          | Qatar ExxonMobil Open                                  | duro           | Roberto Bautista Agut                             | Wesley Koolhof Neal Skupski                       |
| 7      | Marselha          | França         | Open 13 Provence                                       | duro (coberto) | Andrey Rublev                                     | Denys Molchanov Andrey Rublev                     |
| 8      | Santiago          | Chile          | Chile Dove Men+Care Open                               | saibro         | Pedro Martínez                                    | Rafael Matos Felipe Meligeni Rodrigues Alves      |
| 14     | Houston           | Estados Unidos | Fayez Saforim & Co. U.S. Men's Clay Court Championship | saibro         | Reilly Opelka                                     | Matthew Ebden Max Purcell                         |
| 14     | Marraquexe        | Marrocos       | Grand Prix Hassan II                                   | saibro         | David Goffin                                      | Rafael Matos David Vega Hernández                 |
| 16     | Belgrado          | Sérvia         | Serbia Open                                            | saibro         | Andrey Rublev                                     | Ariel Behar Gonzalo Escobar                       |
| 17     | Estoril           | Portugal       | Millennium Estoril Open                                | saibro         | Sebastián Báez                                    | Nuno Borges Francisco Cabral                      |
| 17     | Munique           | Alemanha       | BMW Open                                               | saibro         | Holger Rune                                       | Kevin Krawietz Andreas Mies                       |
| 20     | Genebra           | Suíça          | Gonet Geneva Open                                      | saibro         | Casper Ruud                                       | Nikola Mektić Mate Pavić                          |
| 20     | Lyon              | França         | Open Parc Auvergne-Rhône-Alpes Lyon                    | saibro         | Cameron Norrie                                    | Ivan Dodig Michaëlla Krajicek                     |
| 23     | 's-Hertogenbosch  | Países Baixos  | Libéma Open                                            | grama          | Tim van Rijthoven                                 | Wesley Koolhof Neal Skupski                       |
| 23     | Stuttgart         | Alemanha       | Boss Open                                              | grama          | Matteo Berrettini                                 | Hubert Hurkacz Mate Pavić                         |
| 25     | Eastbourne        | Grã-Bretanha   | Rothesay International Eastbourne                      | grama          | Taylor Fritz                                      | Nikola Mektić Mate Pavić                          |
| 25     | Maiorca           | Espanha        | Mallorca Championships                                 | grama          | Stefanos Tsitsipas                                | Rafael Matos David Vega Hernández                 |
| 28     | Båstad            | Suécia         | Nordea Open                                            | saibro         | Francisco Cerúndolo                               | Rafael Matos David Vega Hernández                 |
| 28     | Newport           | Estados Unidos | Infosys Hall of Fame Open                              | grama          | Maxime Cressy                                     | William Blumberg Steve Johnson                    |
| 29     | Gstaad            | Suíça          | EFG Swiss Open Gstaad                                  | saibro         | Casper Ruud                                       | Tomislav Brkić Francisco Cabral                   |
| 30     | Atlanta           | Estados Unidos | Atlanta Open                                           | duro           | Alex de Minaur                                    | Thanasi Kokkinakis Nick Kyrgios                   |
| 30     | Kitzbühel         | Áustria        | Generali Open                                          | saibro         | Roberto Bautista Agut                             | Pedro Martínez Lorenzo Sonego                     |
| 30     | Umago             | Croácia        | Plava Laguna Croatia Open Umag                         | saibro         | Jannik Sinner                                     | Simone Bolelli Fabio Fognini                      |
| 31     | San José del Cabo | México         | Abierto de Tenis Mifel                                 | duro           | Daniil Medvedev                                   | William Blumberg Miomir Kecmanović                |
| 34     | Winston-Salem     | Estados Unidos | Winston-Salem Open                                     | duro           | Adrian Mannarino                                  | Matthew Ebden Jamie Murray                        |
| 38     | Metz              | França         | Moselle Open                                           | duro (coberto) | Lorenzo Sonego                                    | Hugo Nys Jan Zieliński                            |
| 38     | San Diego         | Estados Unidos | San Diego                                              | duro           | Brandon Nakashima                                 | Nathaniel Lammons Jackson Withrow                 |
| 39     | Chengdu           | China          | Chengdu Open                                           | duro           | Cancelado devido à pandemia de COVID-19           | Cancelado devido à pandemia de COVID-19           |
| 39     | Seul              | Coreia do Sul  | Eugene Korea Open Tennis Championships                 | duro           | Yoshihito Nishioka                                | Raven Klaasen Nathaniel Lammons                   |
| 39     | Sófia             | Bulgária       | Sofia Open                                             | duro (coberto) | Marc-Andrea Hüsler                                | Rafael Matos David Vega Hernández                 |
| 39     | Tel Aviv          | Israel         | Tel Aviv Watergen Open                                 | duro (coberto) | Novak Djokovic                                    | Rohan Bopanna Matwé Middelkoop                    |
| 39     | Zhuhai            | China          | Zhuhai Championships                                   | duro           | Cancelado devido à pandemia de COVID-19           | Cancelado devido à pandemia de COVID-19           |
| 41     | Florença          | Itália         | UniCredit Firenze Open                                 | duro (coberto) | Félix Auger-Aliassime                             | Nicolas Mahut Édouard Roger-Vasselin              |
| 41     | Gijón             | Espanha        | Gijón Open                                             | duro (coberto) | Andrey Rublev                                     | Máximo González Andrés Molteni                    |
| 42     | Antuérpia         | Bélgica        | European Open                                          | duro (coberto) | Félix Auger-Aliassime                             | Tallon Griekspoor Botic van de Zandschulp         |
| 42     | Estocolmo         | Suécia         | Stockholm Open                                         | duro (coberto) | Holger Rune                                       | Marcelo Arévalo Jean-Julien Rojer                 |
| 42     | Moscou            | Rússia         | VTB Kremlin Cup                                        | duro (coberto) | Cancelado devido à invasão da Ucrânia pela Rússia | Cancelado devido à invasão da Ucrânia pela Rússia |
| 42     | Nápoles           | Itália         | Tennis Napoli Cup                                      | duro           | Lorenzo Musetti                                   | Ivan Dodig Austin Krajicek                        |

### 2021
| Semana | Cidade            | País           | Nome comercial                                         | Piso           | Campeão                                 | Campeões                                     |
| ------ | ----------------- | -------------- | ------------------------------------------------------ | -------------- | --------------------------------------- | -------------------------------------------- |
| 1      | Antália           | Turquia        | Antalya Open                                           | duro           | Alex de Minaur                          | Nikola Mektić Mate Pavić                     |
| 1      | Delray Beach      | Estados Unidos | Delray Beach Open                                      | duro           | Hubert Hurkacz                          | Ariel Behar Gonzalo Escobar                  |
| 5      | Melbourne         | Austrália      | Great Ocean Road Open                                  | duro           | Jannik Sinner                           | Jamie Murray Bruno Soares                    |
| 5      | Melbourne         | Austrália      | Murray River Open                                      | duro           | Daniel Evans                            | Nikola Mektić Mate Pavić                     |
| 5      | Pune              | Índia          | Tata Open Maharashtra                                  | duro           | Cancelado devido à pandemia de COVID-19 | Cancelado devido à pandemia de COVID-19      |
| 8      | Córdoba           | Argentina      | Córdoba Open                                           | saibro         | Juan Manuel Cerúndolo                   | Rafael Matos Felipe Meligeni Rodrigues Alves |
| 8      | Montpellier       | França         | Open Sud de France                                     | duro (coberto) | David Goffin                            | Henri Kontinen Édouard Roger-Vasselin        |
| 8      | Singapura         | Singapura      | Singapore Tennis Open                                  | duro           | Alexei Popyrin                          | Sander Gillé Joran Vliegen                   |
| 9      | Buenos Aires      | Argentina      | Argentina Open                                         | saibro         | Diego Schwartzman                       | Tomislav Brkić Nikola Čačić                  |
| 10     | Doha              | Catar          | Qatar ExxonMobil Open                                  | duro           | Nikoloz Basilashvili                    | Aslan Karatsev Andrey Rublev                 |
| 10     | Marselha          | França         | Open 13 Provence                                       | duro (coberto) | Daniil Medvedev                         | Lloyd Glasspool Harri Heliövaara             |
| 10     | Santiago          | Chile          | Chile Dove Men+Care Open                               | saibro         | Cristian Garín                          | Simone Bolelli Máximo González               |
| 14     | Cagliari          | Itália         | Sardegna Open                                          | saibro         | Lorenzo Sonego                          | Lorenzo Sonego Andrea Vavassori              |
| 14     | Houston           | Estados Unidos | Fayez Saforim & Co. U.S. Men's Clay Court Championship | saibro         | Cancelado devido à pandemia de COVID-19 | Cancelado devido à pandemia de COVID-19      |
| 14     | Marbella          | Espanha        | AnyTech365 Andalucía Open                              | saibro         | Pablo Carreño Busta                     | Ariel Behar Gonzalo Escobar                  |
| 14     | Marraquexe        | Marrocos       | Grand Prix Hassan II                                   | saibro         | Cancelado devido à pandemia de COVID-19 | Cancelado devido à pandemia de COVID-19      |
| 16     | Belgrado          | Sérvia         | Serbia Open                                            | saibro         | Matteo Berrettini                       | Ivan Sabanov Matej Sabanov                   |
| 17     | Estoril           | Portugal       | Millennium Estoril Open                                | saibro         | Albert Ramos Viñolas                    | Hugo Nys Tim Pütz                            |
| 17     | Munique           | Alemanha       | BMW Open                                               | saibro         | Nikoloz Basilashvili                    | Wesley Koolhof Kevin Krawietz                |
| 20     | Genebra           | Suíça          | Gonet Geneva Open                                      | saibro         | Casper Ruud                             | John Peers Michael Venus                     |
| 20     | Lyon              | França         | Open Parc Auvergne-Rhône-Alpes Lyon                    | saibro         | Stefanos Tsitsipas                      | Hugo Nys Tim Pütz                            |
| 21     | Belgrado          | Sérvia         | Belgrade Open                                          | saibro         | Novak Djokovic                          | Jonathan Erlich Andrei Vasilevski            |
| 21     | Parma             | Itália         | Emilia-Romagna Open                                    | saibro         | Sebastian Korda                         | Simone Bolelli Máximo González               |
| 23     | 's-Hertogenbosch  | Países Baixos  | Libéma Open                                            | grama          | Suspenso devido à pandemia de COVID-19  | Suspenso devido à pandemia de COVID-19       |
| 23     | Stuttgart         | Alemanha       | MercedesCup                                            | grama          | Marin Čilić                             | Marcelo Demoliner Santiago González          |
| 25     | Eastbourne        | Grã-Bretanha   | Viking International Eastbourne                        | grama          | Alex de Minaur                          | Nikola Mektić Mate Pavić                     |
| 25     | Maiorca           | Espanha        | Mallorca Championships                                 | grama          | Daniil Medvedev                         | Simone Bolelli Máximo González               |
| 28     | Båstad            | Suécia         | Nordea Open                                            | saibro         | Casper Ruud                             | Sander Arends David Pel                      |
| 28     | Newport           | Estados Unidos | Hall of Fame Open                                      | grama          | Kevin Anderson                          | William Blumberg Jack Sock                   |
| 29     | Gstaad            | Suíça          | Swiss Open Gstaad                                      | saibro         | Casper Ruud                             | Marc-Andrea Hüsler Dominic Stricker          |
| 29     | San José del Cabo | México         | Mifel Open                                             | duro           | Cameron Norrie                          | Hans Hach Verdugo John Isner                 |
| 29     | Umago             | Croácia        | Plava Laguna Croatia Open Umag                         | saibro         | Carlos Alcaraz                          | Fernando Romboli David Vega Hernández        |
| 30     | Atlanta           | Estados Unidos | Truist Atlanta Open                                    | duro           | John Isner                              | Reilly Opelka Jannik Sinner                  |
| 30     | Kitzbühel         | Áustria        | Generali Open                                          | saibro         | Casper Ruud                             | Alexander Erler Lucas Miedler                |
| 34     | Winston-Salem     | Estados Unidos | Winston-Salem Open                                     | duro           | Ilya Ivashka                            | Marcelo Arévalo Matwé Middelkoop             |
| 38     | Metz              | França         | Moselle Open                                           | duro (coberto) | Hubert Hurkacz                          | Hubert Hurkacz Jan Zieliński                 |
| 38     | Astana            | Cazaquistão    | Astana Open                                            | duro (coberto) | Kwon Soon-woo                           | Santiago González Andrés Molteni             |
| 39     | Chengdu           | China          | Chengdu Open                                           | duro           | Cancelado devido à pandemia de COVID-19 | Cancelado devido à pandemia de COVID-19      |
| 39     | San Diego         | Estados Unidos | San Diego Open                                         | duro           | Casper Ruud                             | Joe Salisbury Neal Skupski                   |
| 39     | Sófia             | Bulgária       | Sofia Open                                             | duro (coberto) | Jannik Sinner                           | Jonny O'Mara Ken Skupski                     |
| 39     | Zhuhai            | China          | Zhuhai Championships                                   | duro           | Cancelado devido à pandemia de COVID-19 | Cancelado devido à pandemia de COVID-19      |
| 42     | Antuérpia         | Bélgica        | European Open                                          | duro (coberto) | Jannik Sinner                           | Nicolas Mahut Fabrice Martin                 |
| 42     | Moscou            | Rússia         | VTB Kremlin Cup                                        | duro (coberto) | Aslan Karatsev                          | Harri Heliövaara Matwé Middelkoop            |
| 43     | São Petersburgo   | Rússia         | St. Petersburg Open                                    | duro (coberto) | Marin Čilić                             | Jamie Murray Bruno Soares                    |
| 45     | Estocolmo         | Suécia         | Stockholm Open                                         | duro (coberto) | Tommy Paul                              | Santiago González Andrés Molteni             |

### 2020
| Semana | Cidade           | País           | Nome comercial                                         | Piso           | Campeão                                 | Campeões                                            |
| ------ | ---------------- | -------------- | ------------------------------------------------------ | -------------- | --------------------------------------- | --------------------------------------------------- |
| 1      | Doha             | Catar          | Qatar ExxonMobil Open                                  | duro           | Andrey Rublev                           | Rohan Bopanna Wesley Koolhof                        |
| 2      | Adelaide         | Austrália      | Adelaide International                                 | duro           | Andrey Rublev                           | Máximo González Fabrice Martin                      |
| 2      | Auckland         | Nova Zelândia  | ASB Classic                                            | duro           | Ugo Humbert                             | Luke Bambridge Ben McLachlan                        |
| 5      | Córdoba          | Argentina      | Córdoba Open                                           | saibro         | Cristian Garín                          | Marcelo Demoliner Matwé Middelkoop                  |
| 5      | Montpellier      | França         | Open Sud de France                                     | duro (coberto) | Gaël Monfils                            | Nikola Čačić Mate Pavić                             |
| 5      | Pune             | Índia          | Tata Open Maharashtra                                  | duro           | Jiří Veselý                             | André Göransson Christopher Rungkat                 |
| 6      | Buenos Aires     | Argentina      | Argentina Open                                         | saibro         | Casper Ruud                             | Marcel Granollers Horacio Zeballos                  |
| 6      | Nova Iorque      | Estados Unidos | New York Open                                          | duro (coberto) | Kyle Edmund                             | Aisam-ul-Haq Qureshi Dominic Inglot                 |
| 7      | Delray Beach     | Estados Unidos | Delray Beach Open                                      | duro           | Reilly Opelka                           | Bob Bryan Mike Bryan                                |
| 7      | Marselha         | França         | Open 13 Provence                                       | duro (coberto) | Stefanos Tsitsipas                      | Nicolas Mahut Vasek Pospisil                        |
| 8      | Santiago         | Chile          | Chile Dove Men+Care Open                               | saibro         | Thiago Seyboth Wild                     | Roberto Carballés Baena Alejandro Davidovich Fokina |
| 14     | Houston          | Estados Unidos | Fayez Saforim & Co. U.S. Men's Clay Court Championship | saibro         | Cancelado devido à pandemia de COVID-19 | Cancelado devido à pandemia de COVID-19             |
| 14     | Marraquexe       | Marrocos       | Grand Prix Hassan II                                   | saibro         | Cancelado devido à pandemia de COVID-19 | Cancelado devido à pandemia de COVID-19             |
| 16     | Budapeste        | Hungria        | Hungarian Open                                         | saibro         | Cancelado devido à pandemia de COVID-19 | Cancelado devido à pandemia de COVID-19             |
| 17     | Estoril          | Portugal       | Millennium Estoril Open                                | saibro         | Cancelado devido à pandemia de COVID-19 | Cancelado devido à pandemia de COVID-19             |
| 17     | Munique          | Alemanha       | BMW Open                                               | saibro         | Cancelado devido à pandemia de COVID-19 | Cancelado devido à pandemia de COVID-19             |
| 20     | Genebra          | Suíça          | Banque Eric Sturdza Geneva Open                        | saibro         | Cancelado devido à pandemia de COVID-19 | Cancelado devido à pandemia de COVID-19             |
| 20     | Lyon             | França         | Open Parc Auvergne-Rhône-Alpes Lyon                    | saibro         | Cancelado devido à pandemia de COVID-19 | Cancelado devido à pandemia de COVID-19             |
| 23     | 's-Hertogenbosch | Países Baixos  | Libéma Open                                            | grama          | Cancelado devido à pandemia de COVID-19 | Cancelado devido à pandemia de COVID-19             |
| 23     | Stuttgart        | Alemanha       | MercedesCup                                            | grama          | Cancelado devido à pandemia de COVID-19 | Cancelado devido à pandemia de COVID-19             |
| 25     | Eastbourne       | Reino Unido    | Nature Valley International                            | grama          | Cancelado devido à pandemia de COVID-19 | Cancelado devido à pandemia de COVID-19             |
| 25     | Maiorca          | Espanha        | Mallorca Championships                                 | grama          | Cancelado devido à pandemia de COVID-19 | Cancelado devido à pandemia de COVID-19             |
| 28     | Båstad           | Suécia         | Nordea Open                                            | saibro         | Cancelado devido à pandemia de COVID-19 | Cancelado devido à pandemia de COVID-19             |
| 28     | Newport          | Estados Unidos | Hall of Fame Open                                      | grama          | Cancelado devido à pandemia de COVID-19 | Cancelado devido à pandemia de COVID-19             |
| 29     | Cabo San Lucas   | México         | Abierto Mexicano de Tenis Mifel                        | duro           | Cancelado devido à pandemia de COVID-19 | Cancelado devido à pandemia de COVID-19             |
| 29     | Gstaad           | Suíça          | J. Safra Sarasin Swiss Open Gstaad                     | saibro         | Cancelado devido à pandemia de COVID-19 | Cancelado devido à pandemia de COVID-19             |
| 29     | Umago            | Croácia        | Plava Laguna Croatia Open Umag                         | saibro         | Cancelado devido à pandemia de COVID-19 | Cancelado devido à pandemia de COVID-19             |
| 30     | Atlanta          | Estados Unidos | BB&T Atlanta Open                                      | duro           | Cancelado devido à pandemia de COVID-19 | Cancelado devido à pandemia de COVID-19             |
| 34     | Winston-Salem    | Estados Unidos | Winston-Salem Open                                     | duro           | Cancelado devido à pandemia de COVID-19 | Cancelado devido à pandemia de COVID-19             |
| 36     | Kitzbühel        | Áustria        | Generali Open                                          | saibro         | Miomir Kecmanović                       | Austin Krajicek Franko Škugor                       |
| 38     | Metz             | França         | Moselle Open                                           | duro (coberto) | Cancelado devido à pandemia de COVID-19 | Cancelado devido à pandemia de COVID-19             |
| 39     | Chengdu          | China          | Chengdu Open                                           | duro           | Cancelado devido à pandemia de COVID-19 | Cancelado devido à pandemia de COVID-19             |
| 39     | Zhuhai           | China          | Huajin Securities Zhuhai Championships                 | duro           | Cancelado devido à pandemia de COVID-19 | Cancelado devido à pandemia de COVID-19             |
| 41     | Colônia          | Alemanha       | bett1HULKS Indoors                                     | duro (coberto) | Alexander Zverev                        | Pierre-Hugues Herbert Nicolas Mahut                 |
| 41     | Pula             | Itália         | Forte Village Sardegna Open                            | saibro         | Laslo Djere                             | Marcus Daniell Philipp Oswald                       |
| 42     | Antuérpia        | Bélgica        | European Open                                          | duro (coberto) | Ugo Humbert                             | John Peers Michael Venus                            |
| 42     | Colônia          | Alemanha       | bett1HULKS Championships                               | duro (coberto) | Alexander Zverev                        | Raven Klaasen Ben McLachlan                         |
| 42     | Estocolmo        | Suécia         | Intrum Stockholm Open                                  | duro (coberto) | Cancelado devido à pandemia de COVID-19 | Cancelado devido à pandemia de COVID-19             |
| 42     | Moscou           | Rússia         | VTB Kremlin Cup                                        | duro (coberto) | Cancelado devido à pandemia de COVID-19 | Cancelado devido à pandemia de COVID-19             |
| 43     | Astana           | Cazaquistão    | Astana Open                                            | duro (coberto) | John Millman                            | Sander Gillé Joran Vliegen                          |
| 45     | Sófia            | Bulgária       | Sofia Open                                             | duro (coberto) | Jannik Sinner                           | Jamie Murray Neal Skupski                           |

### 2019
| Semana | Cidade           | País           | Nome comercial                                         | Piso             | Campeão               | Campeões                               |
| ------ | ---------------- | -------------- | ------------------------------------------------------ | ---------------- | --------------------- | -------------------------------------- |
| 1      | Brisbane         | Austrália      | Brisbane International                                 | duro             | Kei Nishikori         | Marcus Daniell Wesley Koolhof          |
| 1      | Doha             | Catar          | Qatar ExxonMobil Open                                  | duro             | Roberto Bautista Agut | David Goffin Pierre-Hugues Herbert     |
| 1      | Pune             | Índia          | Tata Open Maharashtra                                  | duro             | Kevin Anderson        | Rohan Bopanna Divij Sharan             |
| 2      | Auckland         | Nova Zelândia  | ASB Classic                                            | duro             | Tennys Sandgren       | Ben McLachlan Jan-Lennard Struff       |
| 2      | Sydney           | Austrália      | Sydney International                                   | duro             | Alex de Minaur        | Jamie Murray Bruno Soares              |
| 6      | Córdoba          | Argentina      | Córdoba Open                                           | saibro           | Juan Ignacio Londero  | Roman Jebavý Andrés Molteni            |
| 6      | Montpellier      | França         | Open Sud de France                                     | duro (coberto)   | Jo-Wilfried Tsonga    | Ivan Dodig Édouard Roger-Vasselin      |
| 6      | Sófia            | Bulgária       | Sofia Open                                             | duro (coberto)   | Daniil Medvedev       | Nikola Mektić Jürgen Melzer            |
| 7      | Buenos Aires     | Argentina      | Argentina Open                                         | saibro           | Marco Cecchinato      | Máximo González Horacio Zeballos       |
| 7      | Nova Iorque      | Estados Unidos | New York Open                                          | duro (coberto)   | Reilly Opelka         | Kevin Krawietz Andreas Mies            |
| 8      | Delray Beach     | Estados Unidos | Delray Beach Open                                      | duro             | Radu Albot            | Bob Bryan Mike Bryan                   |
| 8      | Marselha         | França         | Open 13 Provence                                       | duro (coberto)   | Stefanos Tsitsipas    | Jérémy Chardy Fabrice Martin           |
| 9      | São Paulo        | Brasil         | Brasil Open                                            | saibro (coberto) | Guido Pella           | Federico Delbonis Máximo González      |
| 15     | Houston          | Estados Unidos | Fayez Saforim & Co. U.S. Men's Clay Court Championship | saibro           | Christian Garín       | Santiago González Aisam-ul-Haq Qureshi |
| 15     | Marraquexe       | Marrocos       | Grand Prix Hassan II                                   | saibro           | Benoît Paire          | Jürgen Melzer Franko Škugor            |
| 17     | Budapeste        | Hungria        | Hungarian Open                                         | saibro           | Matteo Berrettini     | Ken Skupski Neal Skupski               |
| 18     | Estoril          | Portugal       | Millennium Estoril Open                                | saibro           | Stefanos Tsitsipas    | Jérémy Chardy Fabrice Martin           |
| 18     | Munique          | Alemanha       | BMW Open                                               | saibro           | Cristian Garín        | Frederik Nielsen Tim Pütz              |
| 21     | Genebra          | Suíça          | Banque Eric Sturdza Geneva Open                        | saibro           | Alexander Zverev      | Oliver Marach Mate Pavić               |
| 21     | Lyon             | França         | Open Parc Auvergne-Rhône-Alpes Lyon                    | saibro           | Benoît Paire          | Ivan Dodig Édouard Roger-Vasselin      |
| 24     | 's-Hertogenbosch | Países Baixos  | Libéma Open                                            | grama            | Adrian Mannarino      | Dominic Inglot Austin Krajicek         |
| 24     | Stuttgart        | Alemanha       | MercedesCup                                            | grama            | Matteo Berrettini     | John Peers Bruno Soares                |
| 26     | Antália          | Turquia        | Turkish Airlines Open Antalya                          | grama            | Lorenzo Sonego        | Jonathan Erlich Artem Sitak            |
| 26     | Eastbourne       | Reino Unido    | Nature Valley International                            | grama            | Taylor Fritz          | Juan Sebastián Cabal Robert Farah      |
| 29     | Båstad           | Suécia         | Swedish Open                                           | saibro           | Nicolás Jarry         | Sander Gillé Joran Vliegen             |
| 29     | Newport          | Estados Unidos | Hall of Fame Open                                      | grama            | John Isner            | Marcel Granollers Sergiy Stakhovsky    |
| 29     | Umago            | Croácia        | Plava Laguna Croatia Open Umag                         | saibro           | Dušan Lajović         | Robin Haase Philipp Oswald             |
| 30     | Atlanta          | Estados Unidos | BB&T Atlanta Open                                      | duro             | Alex de Minaur        | Dominic Inglot Austin Krajicek         |
| 30     | Gstaad           | Suíça          | J. Safra Sarasin Swiss Open Gstaad                     | duro             | Albert Ramos Viñolas  | Sander Gillé Joran Vliegen             |
| 31     | Cabo San Lucas   | México         | Abierto Mexicano de Tenis Mifel                        | duro             | Diego Schwartzman     | Romain Arneodo Hugo Nys                |
| 31     | Kitzbühel        | Áustria        | Generali Open                                          | saibro           | Dominic Thiem         | Philipp Oswald Filip Polášek           |
| 34     | Winston-Salem    | Estados Unidos | Winston-Salem Open                                     | duro             | Hubert Hurkacz        | Łukasz Kubot Marcelo Melo              |
| 38     | Metz             | França         | Moselle Open                                           | duro (coberto)   | Jo-Wilfried Tsonga    | Robert Lindstedt Jan-Lennard Struff    |
| 38     | São Petersburgo  | Rússia         | St. Petersburg Open                                    | duro (coberto)   | Daniil Medvedev       | Divij Sharan Igor Zelenay              |
| 39     | Chengdu          | China          | Chengdu Open                                           | duro             | Pablo Carreño Busta   | Nikola Čačić Dušan Lajović             |
| 39     | Zhuhai           | China          | Huajin Securities Zhuhai Championships                 | duro             | Alex de Minaur        | Sander Gillé Joran Vliegen             |
| 42     | Antuérpia        | Bélgica        | European Open                                          | duro (coberto)   | Andy Murray           | Kevin Krawietz Andreas Mies            |
| 42     | Estocolmo        | Suécia         | Intrum Stockholm Open                                  | duro (coberto)   | Denis Shapovalov      | Henri Kontinen Édouard Roger-Vasselin  |
| 42     | Moscou           | Rússia         | VTB Kremlin Cup                                        | duro (coberto)   | Andrey Rublev         | Marcelo Demoliner Matwé Middelkoop     |